# جبريل تمسير بايي
جبريل تمسير بايي (بالفرنسية: Djibril Tamsir Paye)‏ هو لاعب كرة قدم غيني يلعب حاليًا لصالح نادي زولته فاريجيم.

## ألقاب
شريف تيراسبول
- الدوري المولدوفي الوطني: 2013–14
- كأس مولدوفيا: 2008–09

الوصيف : 2013-14
- كأس السوبر المولدوفي: 2013
- كأس اتحاد الدول المستقلة: 2009

تيراسبول
- كأس مولدوفيا: 2012–13

## روابط خارجية
- جبريل تمسير بايي على موقع الاتحاد الأوربي (الإنجليزية)
- جبريل تمسير بايي على موقع قاعدة بيانات كرة القدم.إي يو (الإنجليزية)
- جبريل تمسير بايي على موقع ناشيونال فوتبول تيمز (الإنجليزية)
- جبريل تمسير بايي على موقع Soccerway.com (الإنجليزية)
- جبريل تمسير بايي على موقع AS.com (الإسبانية)